# فرانکاستل
فرانکاستل (به فرانسوی: Francastel) یک کامین در فرانسه است که در Canton of Crèvecœur-le-Grand واقع شده‌است.

## خصوصیات
فرانکاستل ۱۲٫۵۸ کیلومترمربع مساحت و ۳۸۴ نفر جمعیت دارد و ۱۸۰ متر بالاتر از سطح دریا واقع شده‌است.